# Crenidorsum aroidephagus
Crenidorsum aroidephagus is een halfvleugelig insect uit de familie witte vliegen (Aleyrodidae), onderfamilie Aleyrodinae.
De wetenschappelijke naam van deze soort is voor het eerst geldig gepubliceerd door Martin & Aguiar in Martin, Aguiar & Baufeld in 2001.